# John McDowell (Philosoph)

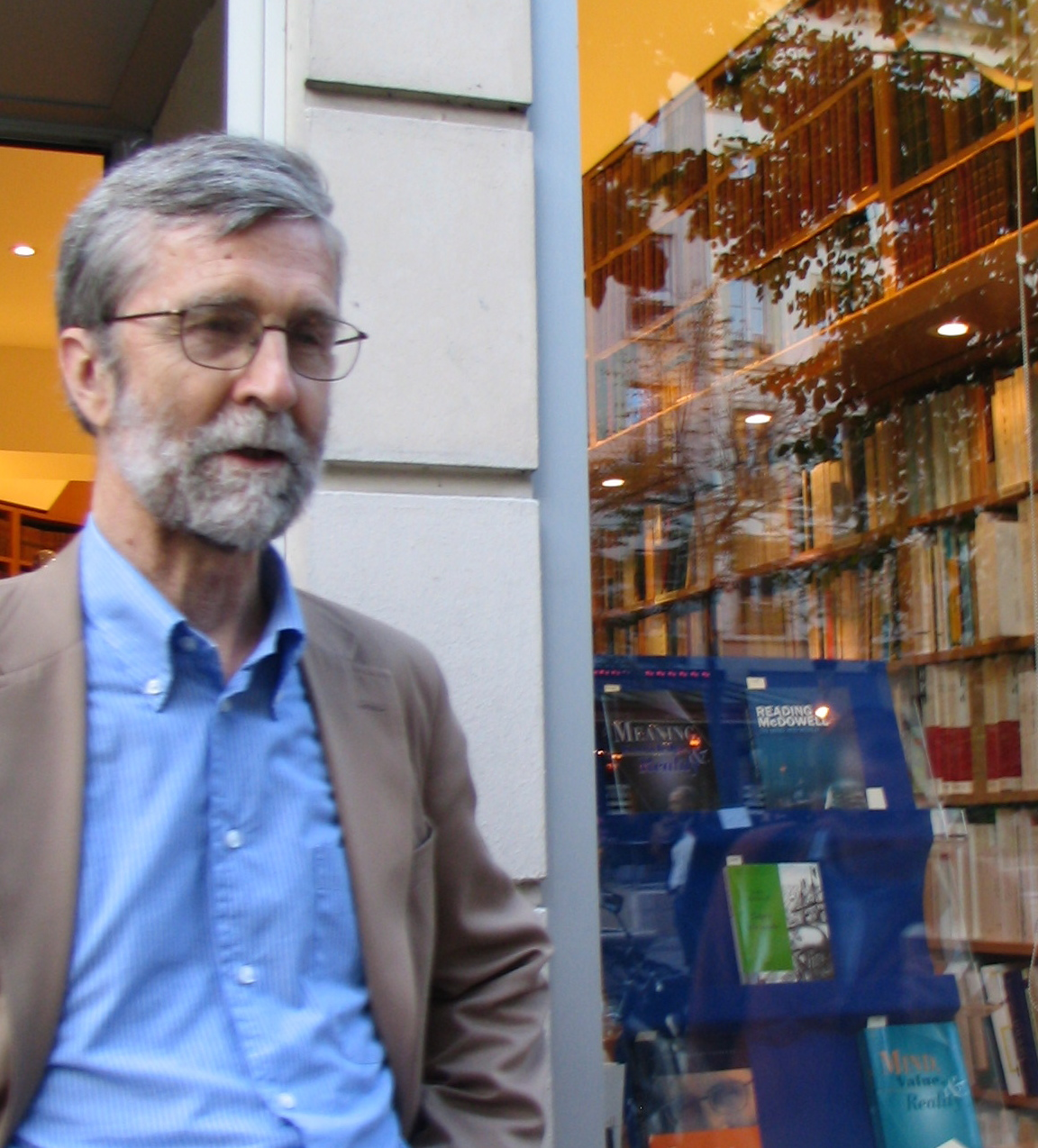
John McDowell

John Henry McDowell (* 7. März 1942 in Boksburg, Südafrika) ist ein südafrikanischer Philosoph der Gegenwart.

## Leben
McDowell studierte am University College of Rhodesia and Nyasaland und am New College in Oxford, wo er von 1966 bis 1986 am University College auch lehrte. Seitdem ist er Professor für Philosophie an der University of Pittsburgh, seit 1988 als University Professor.
Er hat Veröffentlichungen auf verschiedenen Feldern der Philosophie vorzuweisen (so etwa in der Erkenntnistheorie, Metaethik oder Metaphysik), wobei er seine größte Wirkungstätigkeit in der Philosophie des Geistes und der Sprachphilosophie entfaltet. In den 1970er Jahren war er maßgeblich an dem von Donald Davidson initiierten Projekt zur Entwicklung einer Semantik für natürliche Sprachen beteiligt. Dabei zeigt sich seine Philosophie stark beeinflusst von Ludwig Wittgenstein, Peter Frederick Strawson, David Wiggins, Gareth Evans und besonders Wilfrid Sellars. Seit 1983 ist er Mitglied (Fellow) der British Academy. 1992 wurde er in die American Academy of Arts and Sciences gewählt.
In den letzten Jahren hat sich McDowell als Verfechter einer externalistischen Theorie des Geistes hervorgetan; er vertritt dabei die Ansicht, dass auch ein gebührender Respekt für den wissenschaftlichen Naturalismus uns nicht davon abhalten sollte, unseren mentalen Wortschatz als real – d. h. als auf etwas in der Welt bezogen und dieses beschreibend – zu deuten.

## Werke
Viele wichtige Schriften McDowells sind in den Aufsatzsammlungen Mind, Value, and Reality (Cambridge, Massachusetts: Harvard University Press, 1998) und Meaning, Knowledge, and Reality (Cambridge, Massachusetts: Harvard University Press, 1998) zusammengefasst. Eine überarbeitete Fassung seiner John Locke Lectures ist 1994 unter dem Titel Mind and World (Cambridge, Massachusetts: Harvard University Press; wiederveröffentlicht und mit einer neuen Einleitung versehen 1996) erschienen. In diesem einflussreichen, aber auch sehr schwierigen Werk entwickelt McDowell einen neuen, seitdem heftig diskutierten Ansatz zur empirischen Rechtfertigung unserer Annahmen. Er geht von der Frage aus, wie die Erfahrung zur Prüfung und Rechtfertigung (oder Verwerfung) von Überzeugungen herangezogen werden kann, wenn man eine Trennung eines "logischen Raumes" der Gründe von einem solchen der Natur oder empirischen Realität annimmt, was er für sinnvoll hält. Scheinbar blieben nur die Möglichkeiten, einem "Mythos des Gegebenen" zu verfallen, den er unter Berufung u. a. auf Sellars und Wittgenstein verwirft, oder das Überzeugungssystem völlig von der Erfahrung abzuschließen, was ebenso unbefriedigend sei. Seine Lösung besteht darin, die beiden "logischen Räume" für insofern verbunden zu erklären, als bereits die Wahrnehmung selbst begrifflich strukturiert sei, bzw. mit ihr schon begriffliche Fähigkeiten in Anspruch genommen werden müssten. Das sich hieraus ergebende Problem, dass Tieren und Säuglingen dann offenbar Wahrnehmung abgesprochen werden müsse, versucht McDowell im Anschluss an Überlegungen von Aristoteles und jüngere Denker außerhalb der analytischen Tradition, wie Karl Marx und Hans-Georg Gadamer, zu lösen. Tiere nähmen keine "Welt", sondern nur eine "Umwelt" wahr, in der sie lebten und, ohne Abwägung von Gründen, auf sich unmittelbar stellende biologische Probleme reagierten.
Viele Themen in McDowells Werk wurden in ähnlicher Form auch von seinem Pittsburgher Kollegen Robert Brandom aufgegriffen und weiterentwickelt. Beide wiederum setzten sich intensiv mit Richard Rorty auseinander. So schreibt McDowell in seiner Vorrede zu Mind and World (S. ix-x): "It will be obvious that Rorty's work is [...] central for the way I define my stance here".